# Алекс Рокко
Алекс Рокко (англ. Alex Rocco, при рождении Александр Федерико Петриконе-младший; 29 февраля 1936, Кембридж — 19 июля 2015, Лос-Анджелес) — американский актёр. Наиболее известен по роли Мо Грина в фильме «Крёстный отец». Лауреат премии «Эмми».

## Биография
Родился 29 февраля 1936 года в Кембридже (штат Массачусетс) в семье Мэри Ди Бьяз и Александра Сэма Петриконе. Сразу же после рождения мальчика вся семья переехала в город Сомервилл, где Рокко и вырос.
После окончания университета, в 1962 году, будущий актёр переехал в Калифорнию и стал использовать псевдоним Алекс Рокко.
Первая крупная роль Рокко была в фильме «Мотопсихи», где он сыграл Кори Мэддокса. Через несколько лет, в 1972 году, об Алексе Рокко узнал Френсис Форд Коппола и предложил ему сыграть в своей картине «Крёстный отец», на что Рокко с радостью согласился.
В 1990 году актёр получил премию «Эмми» за роль в телесериале «Знаменитый Тедди З».
Рокко также работал в сфере дубляжа и озвучивания. В 2010 году он озвучил владельца казино «Гоморра» — мафиози Большого Сэла в видеоигре «Fallout: New Vegas».
19 июля 2015 года его дочь сообщила, что Рокко скончался на 80-м году жизни.

## Личная жизнь
24 марта 1964 года Рокко женился на Сэнди Илэйн Гарретт (1 сентября 1942 — 12 июня 2002), скончавшейся от рака в 2002 году. От этого брака у актёра двое сыновей — Люсьен и Марк (приёмный, умер 1 мая 2009) — и дочь Дженнифер. 15 октября 2005 года Рокко женился на Шэннон Уилкокс.

## Фильмография
| Год  |   | Русское название               | Оригинальное название            | Роль                    |
| ---- | - | ------------------------------ | -------------------------------- | ----------------------- |
| 1965 | ф | Мотопсихи                      | Motor Psycho                     | Кори Мэддокс            |
| 1967 | ф | Резня в день Святого Валентина | The St. Valentine's Day Massacre | Дайамонд                |
| 1971 | ф | Дикие мятежники                | Wild Riders                      | Стик                    |
| 1972 | ф | Крёстный отец                  | The Godfather                    | Мо Грин                 |
| 1972 | ф | Стэнли                         | Stanley                          | Томкинс                 |
| 1972 | ф | Человек умер                   | Un homme est mort                | Миллер                  |
| 1973 | ф | Слизняк                        | Slither                          | человек с мороженым     |
| 1973 | ф | Друзья Эдди Койла              | The Friends of Eddie Coyle       | Джимми Скэлайс          |
| 1973 | ф | Детройт 9000                   | Detroit 9000                     | лейтенант Дэнни Бассетт |
| 1975 | ф | Сердца Дикого Запада           | Hearts of the West               | Эрл                     |
| 1980 | ф | Трюкач                         | The Stunt Man                    | Джейк                   |
| 1981 | ф | Никто не идеален               | Nobody's Perfekt                 | Босс                    |
| 1982 | ф | Существо                       | The Entity                       | Джерри Андерсон         |
| 1984 | ф | Гонки «Пушечное ядро» 2        | Cannonball Run II                | Тони                    |
| 1985 | ф | Стик                           | Stick                            | Кремень                 |
| 1985 | ф | Попался, или Шпионские игры    | Gotcha!                          | Эл                      |
| 1987 | ф | Возвращение в школу ужасов     | Return to Horror High            | Гарри Слирик            |
| 1988 | ф | Леди в белом                   | Lady in White                    | Анджело Скарлатти       |
| 1989 | ф | Задумай маленькую мечту        | Dream a Little Dream             | Гас Келлер              |
| 1991 | ф | Папа Римский должен умереть    | The Pope Must Die                | кардинал Рокко          |
| 1992 | ф | Борис и Наташа                 | Boris and Natasha                | Шелдон Кауфман          |
| 1994 | ф | Шпион внутри                   | The Spy Within                   | Бартендер               |
| 1996 | ф | То, что ты делаешь             | That Thing You Do!               | Сол Сайлер              |
| 1996 | ф | Смерть тьмы                    | Dead of Night                    | Букофски                |
| 1997 | ф | Напиши сценарий                | Just Write                       | отец Гарольда           |
| 1998 | ф | Приключения Флика              | A Bug's Life                     | Торни, голос            |
| 1998 | ф | Прощай, любовник               | Goodbye Lover                    | детектив Кроули         |
| 1999 | ф | Дадли Справедливый             | Dudley Do-Right                  | шеф Кумкват             |
| 2000 | ф | Свадебный переполох            | The Wedding Planner              | Сальваторе              |
| 2001 | ф | Лицом к лицу                   | Face to Face                     | Фил                     |
| 2002 | ф | Деревенские медведи            | The Country Bears                | Рип Холланд             |
| 2003 | ф | Работа                         | The Job                          | Вернон Крэй             |
| 2005 | ф | Сумасшедшая любовь             | Crazylove                        | дядя Корт               |
| 2011 | ф | Fallout: New Vegas             | Fallout: New Vegas               | Большой Сэл             |